# آی‌کیوایر
آی‌کیوایر (انگلیسی: IQAir) شرکت الکترونیک آلمانی است، که در سال ۱۹۶۳ تأسیس شد.